# Архангельский городской штаб школьников имени Гайдара
Архангельский городской штаб школьников им. А. П. Гайдара (АГШШ) — молодёжная общественная организация Архангельска. Целью штаба является создание условий для организации деятельности и социального общения подростков, способствующих самореализации, раскрытию творческого потенциала, развитию интеллектуального, общественного и нравственного потенциала молодых людей. АГШШ — одна из старейших молодёжных организаций России, ведущая непрерывную деятельность c момента создания.

## История
8 октября 1961 года во Дворце пионеров состоялось первое заседание пионерского штаба г. Архангельска. Инициатором создания и руководителем организации стал В. А. Сотрудинов. Через год пионерский штаб был преобразован в штаб школьников. В советские годы АГШШ отвечал за учёбу комсомольского актива, занимался организацией городских и региональных мероприятий.
В 1964 года делегация членов штаба по приглашению Фрунзенской коммуны города Ленинграда побывала на 5-м коммунарском сборе — «Зимовке». Результатом поездки стало решение общего сбора штаба о проведении коммунарских сборов в городе Архангельске. Весной того же года прошёл первый Коммунарский сбор школьников города Архангельска. В июле состоялся второй Коммунарский сбор, проходивший на берегу Северной Двины в селе Копачёво, где с тех пор ежегодно проходили летние сборы.
8 октября 1965 года «За активную работу со школьниками, организацию интересных дел в комсомольских организациях и пионерских дружинах школ города» штабу было присвоено имя Аркадия Петровича Гайдара.
В 1979 году руководителем АГШШ стал Владимир Николаевич Дурнев.
С 1986 года начались ежегодные августовские поездки штаба на Соловецкие острова, где штабисты занимались восстановлением музея, работали на археологических раскопках, участвовали в реставрационных работах и благоустройстве территории.
Направления работы штаба всегда выбирались в соответствии с условиями современности: в 1966 году, когда каждый школьник мечтал о космосе, штабисты создали Школу юных лётчиков-космонавтов, в 1970-е — провели в Архангельске первую дискотеку, в 1990-е на базе штаба была создана предпринимательская школа «Праксис», позволившая не потерять контакт со школьниками во время коренной перемены общественных идеалов, в 1997 году с летних сборов на городской уровень вышел первый в области конкурс красоты «Мисс Архангельск». В 2007 году штабом был организован первый открытый Кубок Архангельской области по поиску в сети Internet, за год расширивший свои границы до Фестиваля информационных технологий.
Основное направление деятельности штаба — работа с активистами школ города: ежегодно проводятся летние сборы, выездные учёбы актива, участники которых часто продолжают работу в составе АГШШ.

## Современные направления деятельности

### Сбор старшеклассников
Традиция летних сборов существует с первых лет работы штаба. Сбор старшеклассников — это соуправляемый лагерь, где ребятам предоставлена возможность в течение смены организовать свою жизнь: управлять распорядком дня, организовывать развлекательные и познавательные мероприятия, трудовые операции, спортивные состязания, проводить семинары и обсуждения, подводить итоги проведённых мероприятий и анализировать свою деятельность, выступать в роли лидера и организатора.

### Соловки
Лагерь труда и отдыха «Соловки» традиционно проводится в августе, после проведения Сбора. Главной целью лагеря является оказание помощи Соловецкому историко-архитектурному и природному музею-заповеднику в благоустройстве и проведении археологических раскопок.

### Акция озеленения «Мой город — мой дом»
Городская Акция озеленения «Мой город — мой дом» проводится c 2002 года. За время её проведения штабисты и школьники города высадили порядка 15 000 деревьев. В 2010 году на базе Штаба при поддержке Архангельского филиала WWF было создано «Архангельское молодёжное лесничество». Цель лесничества — учёт и защита зеленых насаждений города. В мае 2011 года члены лесничества в рамках подготовки к празднованию 300-летия М. В. Ломоносова высадили первые деревья аллеи, которая носит имя учёного.

### Учёба актива
Учёба актива — это выездной слёт для членов Советов старшеклассников школ города. С 2005 года благодаря УА школьники получают возможность обмена опытом организации внеучебной деятельности и получают новые знания, позволяющие повысить эффективность системы самоуправления в школах. Опыт работы Учёбы актива был обобщён в нескольких методических пособиях, используемых Советами старшеклассников.

### Справочные издания
АГШШ выпускает два информационных справочника: с 1997 года — «Абитуриент», с 2006 — «Найди свою дорогу». Справочник «Абитуриент» предназначен для выпускников 9 и 11 классов и содержит данные об условиях поступления в образовательные учреждения Архангельской области. Сборник «Найди свою дорогу» дает полную информацию о молодёжных и детских объединениях, которые позволяют эффективно организовать своё время: кружках, спортивных секциях, клубах, общественных организациях и пр. Справочники распространяются по школам и библиотекам города и области.

### Социальное моделирование «Рябиновый проект»
В 2011 году штаб совместно с Архангельской академией «Абик А» запустили «Рябиновый проект», цель которого — поиск эффективных моделей решения региональных проблем с привлечением молодых архангелогородцев. Работа по проекту строится на основе методики коллективно-творческих дел: школьники выдвигают ряд идей, после чего к их реализации подключаются студенты и учёные.

## АГШШ и А. П. Гайдар
Жизненный путь и творчество Аркадия Петровича Гайдара, имя которого связано с Архангельском (в 1928—1929 гг. он работал в редакции архангельской газеты «Волна») вызывало живой отклик штабистов. В 1963 году появилась инициатива создания гайдаровской группы, которая занялись сбором материалов о жизни и деятельности писателя. В этом же году состоялась первая Гайдаровская поездка: 12 членов штаба побывали на месте гибели А. П. Гайдара в селе Леплява, вблизи г. Канева и возложили цветы к его могиле. Эта поездка стала традиционной, ежегодно делегации школьников Архангельска с букетами северных ромашек приезжали в Канев, чтобы поклониться могиле человека, жизнь которого стала для них примером.
В 1964 году было принято решение о присвоении лучшим членам штаба звания «Коммунар-гайдаровец». Это звание до сегодняшнего дня присваивается членам штаба, доказавшим делом свою преданность девизу «Наша цель — счастье людей».
За годы работы штабом было проведено множество мероприятий, посвященных Аркадию Петровичу, среди которых открытие Музея А. П. Гайдара в 1980 г., гайдаровские чтения и конференции, выставки, конкурсы, театральные постановки, издание сборника фельетонов, написанных во время жизни Гайдара в Архангельске, ежегодное поздравление с днем Великой Победы ветеранов с улицы Гайдара.
В 2004 году после появления на Первом канале фильма об А. П. Гайдаре в серии «Гении и злодеи уходящей эпохи», где писатель был обвинён в жестокости и садизме, члены штаба обратились в суд с иском о защите чести и достоинства писателя.